# Fulinskiella bardeaui
Fulinskiella bardeaui är en plattmaskart som först beskrevs av Steinböck 1926.  Fulinskiella bardeaui ingår i släktet Fulinskiella, och familjen Dalyelliidae. Arten är reproducerande i Sverige.